# Poiana cu narcise de pe Șesul Mogoșenilor
Poiana cu narcise de pe Șesul Mogoșenilor este o arie protejată de interes național ce corespunde caregoriei a IV-a IUCN (rezervație naturală de tip botanic), situată în nordul Transilvaniei, pe teritoriul județului Bistrița-Năsăud.

## Localizare
Aria naturală se află în partea central-vestică a județului Bistrița-Năsăud, pe teritoriul administrativ al comunei Nimigea (în estul satului Mogoșeni), în apropierea drumului județean DJ172 care leagă localitatea Cociu de Florești.

## Descriere

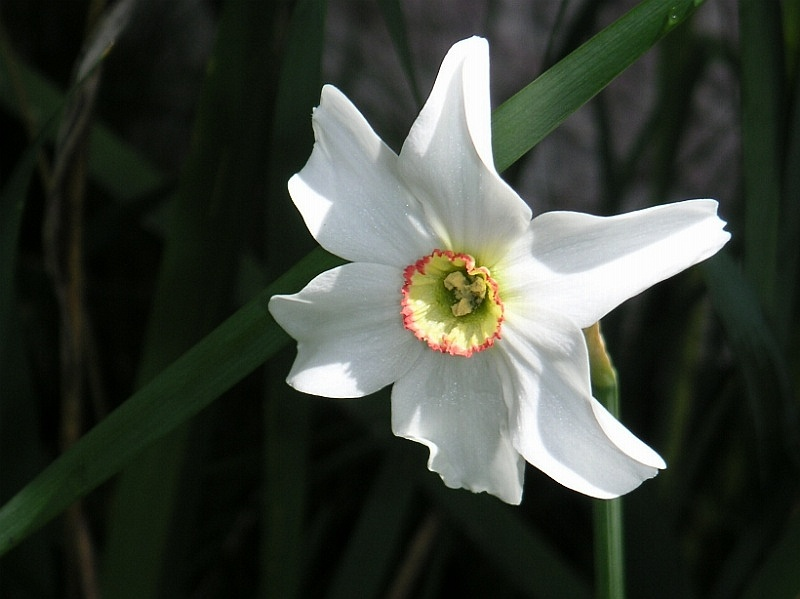
Narcissus poeticus

Rezervația naturală a fost declarată arie protejată prin Legea Nr.5 din 6 martie 2000 (privind aprobarea Planului de amenajare a teritoriului național - Secțiunea a III-a - zone protejate, publicată în Monitorul Oficial al României, Nr.152 din 12 aprilie 2000) și se întinde pe o suprafață de 6 hectare. 
Poiana cu narcise de pe Șesul Mogoșenilor reprezintă o zonă naturală (umedă) de fâneață, cu soluri alcătuite din marne argiloase (rocă sedimentară din carbonat de calciu și argilă), marne salifere  și marne cu stratificări de gresii și nisipuri.
În arealul rezervație vegetează mai multe elemente floristice protejate la nivel european prin Directiva 92/43/CE (anexa I-a) din 21 mai 1992 (privind conservarea habitatelor naturale și a speciilor de faună și floră sălbatică); printre care narcise din genul Narcissus (Narcissus stellaris, Narcissus poeticus, Narcissus augustifolius), păiuș de livadă (Festuca pratensis), centaurea (Centaurea jacea), sau serratula (Serratula tinctoria).

## Obiective turistice aflate în vecinătate
- Biserica de lemn „Sf.Dumitru” din Șieu Sfântu, construcție secolul al XVIII-lea, monument istoric.
- Biserica reformată din Nimigea de Jos.
- Biserica reformată din Șintereag, construcție secolul al XIV-lea, monument istoric.
- Rezervația naturală „La Sărătură”.